# Яновский, Василий Васильевич
Василий Васильевич Яновский (1864—?) — депутат Государственной думы Российской империи I созыва от Бессарабской губернии.

## Биография
Родился в 1864 году. Польский дворянин, крупный землевладелец Кишинёвского уезда. Закончил реальное училище в Баку, а позже — Николаевское кавалерийское училище в Петербурге. 10 лет прослужил в армии, выйдя в отставку занялся сельским хозяйством и общественной деятельностью.
9 лет был гласным Кишинёвского и Оргеевского уездных земств, а также гласным Бессарабского губернского земства, где входил в состав немногочисленной земской оппозиции, отстаивая исключительно интересы крестьян.
На протяжении трёх лет был земским начальником. Основал в Бессарабии два сельскохозяйственных крестьянских общества. Ввёл новую квитанционную систему, гарантирующую от растрат сборщиками податей. Ввёл уравнительное обложение дворов по паям. Член группы «освобождения». Был единственным представителем от Бессарабии на съезде земских и городских деятелей, а также на первом московском аграрном съезде. Инициировал ряд проектов, направленных на улучшение крестьянского быта. Опубликовал несколько работ по крестьянскому вопросу. Однако при В. К. Плеве был вынужден оставить службу, так как из Министерства пришёл запрос: «как такой человек может занимать пост земского начальника?».
В 1906 году был избран депутатом Государственной думы Российской империи I созыва от Бессарабской губернии исключительно крестьянскими голосами (сторонники среди бессарабских аграриев отсутствовали). В Думе В. В. Яновский примыкал к левому крылу конституционно-демократической партии. Яновский был соавтором многих десятков запросов, направленных в адрес высших должностных лиц, с требованием немедленно прекратить массовые расстрелы, так называемых, «бунтовщиков», «неугодных» и «революционеров», а также незаконные административные высылки и многочисленные несанкционированные аресты.
После роспуска Думы подписал 10 июля 1906 года «Выборгское воззвание», в результате был осуждён по ст. 129, ч. 1, п.п. 51 и 3 Уголовного Уложения.
В конце июля 1906 года в газете «Бессарабская жизнь появились две заметки»:

Кишинёв, 21 июля 1906. Сегодня в еврейском училище Блумфштейна задержано 1500 экземпляров воззвания «бунда» возмутительного содержания, направленных против Особы Государя Императора. Заведующий и ещё один еврей, приготовлявший воззвание для раздачи, арестованы. Воззвание подписано, между прочим, бывшим городским головой Сицинским, помещиком Яновским, крестьянами Поповым и Сеффером. Яновский, вернувшийся в Кишинев и холодно принятый местным клубом, выехал к себе в имение.

Кишинёв, 25 июля 1906. Телеграмма «Петербургского» агентства от 21-го июля из Кишинева о том, что в еврейском училище арестовано 1500 воззваний «возмутительного» содержания, направленных против особы Государя Императора, подписанных Сицинским, Яновским, Поповым и Сефером, является провокационной ложью направленной против бывших депутатов Думы.

В 1912 году опубликовал в Кишинёве работу «О культуре столовых сортов винограда». Дальнейшая судьба В. В. Яновского неизвестна.

## Труды В. В. Яновского
В. В. Яновский — автор ряда трудов по крестьянскому вопросу. Среди них:
- «Проект обложения крестьян» (в журнале «Народное хозяйство» был опубликован лестный отзыв известного экономиста Л. В. Ходского на эту работу).
- «Сборник экономических и хозяйственных сведений по волостям Кишинёвского уезда» — обстоятельный труд, на который была опубликована критическая статья с детальным разбором и благоприятным отзывом в «Экономической газете» Буха.
- «К вопросу о крестьянской аренде» — В. В. Яновский выдвигает предложение о посредничестве земства в арендовании земель крестьянами. Данная работа цитируется в «Трудах аграрного съезда» под ред. Долгорукого и Петрункевича.
- «О культуре столовых сортов винограда» — Кишинёв: Бессарабское губернское земство, 1912.